# Giải vô địch bóng đá Đông Nam Á 2020
Giải vô địch bóng đá Đông Nam Á 2020 (tiếng Anh: 2020 AFF Championship), tên chính thức là AFF Suzuki Cup 2020 vì lý do tài trợ (cũng thường được gọi là AFF Cup 2020), là lần tổ chức thứ 13 của Giải vô địch bóng đá Đông Nam Á, giải đấu bóng đá của các quốc gia thuộc Liên đoàn bóng đá Đông Nam Á (AFF). Giải đấu lần này được tổ chức tại Singapore, đánh đấu lần thứ năm Singapore đăng cai giải đấu sau các năm 1996, 2002, 2007 và 2014. Đây là lần thứ 7 và cũng là lần cuối cùng giải đấu tồn tại dưới tên gọi AFF Suzuki Cup.
Giải đấu ban đầu được dự kiến diễn ra từ ngày 23 tháng 11 đến ngày 31 tháng 12 năm 2020, nhưng vì tình hình đại dịch COVID-19 phức tạp ở các quốc gia Đông Nam Á nên AFF đã quyết định lùi giải đấu sang các ngày từ ngày 11 tháng 4 đến ngày 8 tháng 5 năm 2021. Tuy nhiên, lịch thi đấu của giải tiếp tục bị dời lại sang các ngày từ ngày 5 tháng 12 năm 2021 đến ngày 1 tháng 1 năm 2022, do tình hình dịch bệnh vẫn còn diễn biến phức tạp ở một số quốc gia thành viên.
Đương kim vô địch Việt Nam đã không thể bảo vệ thành công chức vô địch sau khi dừng bước trước Thái Lan ở bán kết. Thái Lan sau đó đã trở thành nhà vô địch của giải đấu, với việc đánh bại Indonesia với tổng tỷ số 6–2 trong hai lượt trận chung kết.

## Thể thức
Giải vô địch bóng đá Đông Nam Á 2020 sẽ không thi đấu theo thể thức sân nhà–sân khách giống như giải đấu lần trước. Các đội sẽ thi đấu tập trung tại một quốc gia chủ nhà duy nhất, bao gồm cả vòng bảng theo thể thức một lượt và vòng đấu loại trực tiếp, tuy nhiên vòng đấu loại trực tiếp vẫn sẽ áp dụng thể thức hai lượt đi và về. Bên cạnh đó, luật bàn thắng sân khách cũng sẽ không được áp dụng; trong trường hợp hai đội hòa nhau sau hai lượt trận thì sẽ thi đấu tiếp hai hiệp phụ, trước khi tiến hành loạt sút luân lưu nếu vẫn có kết quả hòa.
Trong mỗi trận đấu, các đội sẽ được phép sử dụng tối đa 5 sự thay đổi người, theo khuyến nghị của Liên đoàn Bóng đá Quốc tế (FIFA). Ban tổ chức cũng xác nhận trợ lý trọng tài video (VAR) sẽ không được áp dụng tại giải đấu lần này.

## Lựa chọn chủ nhà
Vào ngày 27 tháng 9 năm 2021, Singapore đã được Liên đoàn thể thao Đông Nam Á lựa chọn làm chủ nhà cho giải đấu sau khi quốc gia này nhận được số phiếu cao hơn đối thủ Thái Lan. Ba sân vận động của Singapore được sử dụng để tổ chức các trận đấu của AFF Cup gồm sân vận động Quốc gia Singapore có sức chứa 55.000 chỗ ngồi, sân vận động Bishan có sức chứa 6.300 chỗ ngồi và sân vận động Jalan Besar sức chứa 6.000 chỗ ngồi. Tuy nhiên, vào ngày 22 tháng 10, sân Jalan Besar đã bị tước quyền đăng cai do những lo ngại về mặt cỏ nhân tạo gây ảnh hưởng đến việc thi đấu của các cầu thủ. Đây là lần thứ năm Singapore làm chủ nhà của một vòng chung kết AFF Cup (không tính giải đấu năm 2018).
Ngoài Singapore, các quốc gia khác trước đó cũng đã bày tỏ sự quan tâm đến việc tổ chức giải đấu bao gồm Campuchia, Indonesia, Thái Lan và Việt Nam.

## Vòng loại

Giành quyền tham dự giải đấu
Rút lui
Không tham dự
Không phải là thành viên AFF

Chín đội tuyển được đặc cách vào thẳng vòng chung kết và được chia vào các nhóm tương ứng dựa trên thành tích của hai giải đấu gần nhất. Brunei và Đông Timor là hai đội có thành tích thấp nhất sẽ phải thi đấu vòng loại để chọn ra đội thứ 10 tham dự giải đấu, tuy nhiên Brunei đã rút lui vào tháng 11 năm 2021 vì đại dịch COVID-19.
Úc, thành viên chính thức của AFF từ năm 2013, đã không tham gia giải đấu, mặc dù đã có những đồn đoán về sự xuất hiện của họ tại giải lần này.

### Các đội tuyển tham dự
| Đội tuyển       | Tham dự | Thành tích tốt nhất                                                          |
| --------------- | ------- | ---------------------------------------------------------------------------- |
| Campuchia       | 8 lần   | Vòng bảng (1996, 2000, 2002, 2004, 2008, 2016, 2018)                         |
| Indonesia[Note] | 13 lần  | Á quân (2000, 2002, 2004, 2010, 2016)                                        |
| Lào             | 12 lần  | Vòng bảng (1996, 1998, 2000, 2002, 2004, 2007, 2008, 2010, 2012, 2014, 2018) |
| Malaysia        | 13 lần  | Vô địch (2010)                                                               |
| Myanmar         | 13 lần  | Hạng tư (2004), Bán kết (2016)                                               |
| Philippines     | 12 lần  | Bán kết (2010, 2012, 2014, 2018)                                             |
| Singapore       | 13 lần  | Vô địch (1998, 2004, 2007, 2012)                                             |
| Thái Lan[Note]  | 13 lần  | Vô địch (1996, 2000, 2002, 2014, 2016)                                       |
| Đông Timor      | 3 lần   | Vòng bảng (2004, 2018)                                                       |
| Việt Nam        | 13 lần  | Vô địch (2008, 2018)                                                         |

1. ^ Thái Lan & Indonesia: Do có hành vi không chấp hành quy định phòng chống doping, Cơ quan phòng chống Doping thế giới (WADA) đã đưa ra án phạt cấm sử dụng quốc kỳ tại các sự kiện thể thao quốc tế, trong đó có Giải vô địch bóng đá Đông Nam Á.[15][16] Vì vậy, cả hai quốc gia này phải sử dụng lá cờ với nền trắng để đại diện cho đội tuyển của họ trong suốt giải đấu, với Thái Lan là logo của đội tuyển quốc gia còn Indonesia là hình quốc huy của nước này. Tuy nhiên, họ vẫn được phép sử dụng tên gọi quốc gia, mã FIFA và quốc ca.[17][18]

## Bốc thăm
Lễ bốc thăm cho Giải vô địch bóng đá Đông Nam Á 2020 được dự kiến diễn ra vào ngày 10 tháng 8 năm 2021 tại Singapore, nhưng phải hoãn lại do các quy tắc phòng chống COVID-19 tăng cường tại quốc gia này. Vào ngày 12 tháng 9 năm 2021, AFF xác nhận rằng lễ bốc thăm sẽ được diễn ra theo hình thức trực tuyến vào lúc 15:00 SST (UTC+08:00) ngày 21 tháng 9 năm 2021 tại Singapore, trong tình hình dịch bệnh COVID-19 cơ bản đã được kiểm soát.
Mỗi bảng đấu sẽ bao gồm một đội tuyển từ mỗi nhóm hạt giống, tổng cộng năm nhóm với hai đội cho mỗi nhóm. Các đội tuyển được xếp vào các nhóm hạt giống dựa vào thành tích của hai giải đấu trước đó. Việc xếp hạng sẽ ưu tiên vị trí cao nhất mà đội tuyển đó đạt được trong hai giải đấu. Nếu thành tích ngang nhau, ưu tiên giải gần nhất.
Tại thời điểm bốc thăm, đội tuyển vượt qua vòng loại chưa được xác định và tự động được xếp vào nhóm 5.
| Nhóm | Đội tuyển   | 2018 | 2016 |
| ---- | ----------- | ---- | ---- |
| 1    | Việt Nam    | 1    | 3    |
| 1    | Thái Lan    | 3    | 1    |
| 2    | Malaysia    | 2    | 5    |
| 2    | Myanmar     | 5    | 4    |
| 3    | Philippines | 4    | 6    |
| 3    | Indonesia   | 7    | 2    |
| 4    | Singapore   | 6    | 7    |
| 4    | Campuchia   | 8    | 8    |
| 5    | Lào         | 9    | VL   |
| 5    | Đông Timor  | 10   | VL   |

## Địa điểm
- Sân vận động chính tại giải là sân vận động Quốc gia.
- Các trận đấu tại Bảng A thi đấu trên sân vận động Quốc gia, riêng trận Philippines gặp Myanmar thi đấu trên sân vận động Bishan do trùng giờ với trận Thái Lan gặp Singapore.
- Các trận đấu tại Bảng B thi đấu trên sân vận động Bishan, riêng trận Malaysia gặp Indonesia thi đấu trên sân vận động Quốc gia do trùng giờ với trận Việt Nam gặp Campuchia.
- Mỗi trận đấu chỉ được đón tiếp 10.000 cổ động viên (trên sân Quốc gia) và 1.000 cổ động viên (trên sân Bishan).

| Singapore                                                                      | Singapore             | Singapore           |
| KallangBishan Vị trí các sân vận động của Giải vô địch bóng đá Đông Nam Á 2020 | Kallang               | Bishan              |
| ------------------------------------------------------------------------------ | --------------------- | ------------------- |
| KallangBishan Vị trí các sân vận động của Giải vô địch bóng đá Đông Nam Á 2020 | Sân vận động Quốc gia | Sân vận động Bishan |
| KallangBishan Vị trí các sân vận động của Giải vô địch bóng đá Đông Nam Á 2020 | Sức chứa: 55.000      | Sức chứa: 6.254     |
| KallangBishan Vị trí các sân vận động của Giải vô địch bóng đá Đông Nam Á 2020 |                       |                     |

## Đội hình
Mỗi đội tuyển được phép đăng ký danh sách sơ bộ gồm 30 cầu thủ. Danh sách chính thức của các đội bao gồm 23 cầu thủ (ba trong số đó phải là thủ môn) và phải được đăng ký một ngày trước ngày trận đấu diễn ra.

## Trọng tài
Dưới đây là các trọng tài được phân công tại giải đấu. Khi trận đấu được phát sóng, các trợ lý trọng tài và trọng tài thứ tư không được công bố.
| Khu vực | Quốc gia                             | Trọng tài                 | Trợ lý trọng tài              | Trọng tài thứ hai                    | Trọng tài thứ tư   |   |
| ------- | ------------------------------------ | ------------------------- | ----------------------------- | ------------------------------------ | ------------------ | - |
| AFF     | Indonesia                            | —                         | —                             | Nurhadi Sulchan                      | —                  |   |
| AFF     | Malaysia                             | Nazmi Nasaruddin          | —                             | —                                    | —                  |   |
| AFF     | Thái Lan                             | —                         | —                             | Nakarit Rawut                        | —                  |   |
| AFF     | Singapore                            | —                         | —                             | Mohamad Sarif Rasip                  | Ahmad A'Qashah     |   |
| AFF     | Việt Nam                             | —                         | —                             | —                                    | —                  |   |
| CAFA    | —                                    | —                         | —                             | —                                    | —                  |   |
| EAFF    | Hàn Quốc                             | Kim Dae-yong              | Kim Kyun-yong                 | Kang Dong-ho                         | —                  |   |
| EAFF    | Hàn Quốc                             | Kim Hee-gon               | Park Kyun-yong                | —                                    | —                  |   |
| SAFF    | —                                    | —                         | —                             | —                                    | —                  |   |
| WAFF    | Bahrain                              | Ammar Ebrahim Mahfoodh    | Salman Mohd Ebrahim           | —                                    | —                  |   |
| WAFF    | Jordan                               | Ahmed Faisal Al-Ali       | Ahmad Mansour Samara Mushen   | Hamza Adel Ahmad Abuobead            | —                  |   |
| WAFF    | Jordan                               | Ahmad Ibrahim             | —                             | —                                    | —                  |   |
| WAFF    | Oman                                 | Qasim Al-Hatmi            | Saif Talib Al Ghafri          | —                                    | —                  |   |
| WAFF    | Oman                                 | Yaqoob Abdul Baki         | Al-Amri Abu Bakar Salim Mahad | —                                    | —                  |   |
| WAFF    | Qatar                                | Saoud Al-Abda             | Zahy Snaid Alshammari         | Jasem Abdulla Yousef                 | —                  |   |
| WAFF    | Ả Rập Xê Út                          | Shukri Hussain Al-Hunfush | Faisal Nasser-Alqahtani       | —                                    | Mohammed Al-Hoaish |   |
| WAFF    | Các Tiểu vương quốc Ả Rập Thống nhất | —                         | —                             | Jassem Abdulla Yousef Abdulla Al Ali | —                  | — |

## Lịch thi đấu
| Giai đoạn               | Vòng đấu  | Các ngày                | Các ngày                |
| ----------------------- | --------- | ----------------------- | ----------------------- |
| Vòng bảng               | Bảng A    | 5–18 tháng 12 năm 2021  | 5–18 tháng 12 năm 2021  |
| Vòng bảng               | Bảng B    | 6–19 tháng 12 năm 2021  | 6–19 tháng 12 năm 2021  |
| Vòng đấu loại trực tiếp | Vòng đấu  | Các ngày                | Các ngày                |
| Vòng đấu loại trực tiếp | Vòng đấu  | Lượt đi                 | Lượt về                 |
| Vòng đấu loại trực tiếp | Bán kết   | 22–23 tháng 12 năm 2021 | 25–26 tháng 12 năm 2021 |
| Vòng đấu loại trực tiếp | Chung kết | 29 tháng 12 năm 2021    | 1 tháng 1 năm 2022      |

## Lễ khai mạc
Lễ khai mạc chính thức của AFF Suzuki Cup 2020 diễn ra vào lúc 19:45 SST (UTC+8) ngày 5 tháng 12 năm 2021. Lễ khai mạc bắt đầu với màn trình diễn ánh sáng từ 300 máy bay không người lái trên bầu trời kết hợp thành logo của giải đấu và quốc kỳ của các quốc gia tham dự giải. Sau đó là lễ thượng cờ của tất cả các quốc gia tham dự do các nhân viên của tuyến đầu chống dịch COVID-19 tiến hành. Buổi lễ này có sự góp mặt của chủ tịch FIFA Gianni Infantino, chủ tịch Liên đoàn bóng đá Đông Nam Á Khiev Sameth và chủ tịch Hiệp hội bóng đá Singapore Lim Kia Tong.

## Vòng bảng
Tất cả thời gian được liệt kê là SST (UTC+08:00).
Các tiêu chí
Các đội được xếp hạng theo điểm (3 điểm cho một trận thắng, 1 điểm cho một trận hòa, 0 điểm cho một trận thua), và nếu bằng điểm, các tiêu chí sau sẽ được áp dụng theo thứ tự để xác định thứ hạng:
1. Điểm số đạt được trong tất cả các trận đấu vòng bảng;
2. Hiệu số bàn thắng thua trong tất cả các trận đấu vòng bảng;
3. Số bàn thắng ghi được trong tất cả các trận đấu vòng bảng;

Nếu hai hoặc nhiều đội bằng nhau ở ca ba tiêu chí trên, thứ hạng sẽ được xác định như sau:
1. Kết quả đối đầu trực tiếp giữa các đội liên quan;
2. Sút luân lưu nếu hai đội liên quan gặp nhau trong trận cuối cùng của vòng bảng;
3. Bốc thăm của ban tổ chức.

### Bảng A
| VT | Đội           | ST | T | H | B | BT | BB | HS  | Đ  | Giành quyền tham dự     |
| -- | ------------- | -- | - | - | - | -- | -- | --- | -- | ----------------------- |
| 1  | Thái Lan      | 4  | 4 | 0 | 0 | 10 | 1  | +9  | 12 | Vòng đấu loại trực tiếp |
| 2  | Singapore (H) | 4  | 3 | 0 | 1 | 7  | 3  | +4  | 9  | Vòng đấu loại trực tiếp |
| 3  | Philippines   | 4  | 2 | 0 | 2 | 12 | 6  | +6  | 6  |                         |
| 4  | Myanmar       | 4  | 1 | 0 | 3 | 4  | 10 | −6  | 3  |                         |
| 5  | Đông Timor    | 4  | 0 | 0 | 4 | 0  | 13 | −13 | 0  |                         |

| Đông Timor | 0–2                             | Thái Lan                       |
| ---------- | ------------------------------- | ------------------------------ |
|            | Chi tiết (AFFSZ) Chi tiết (AFF) | - Pathompol 51' - Supachok 81' |

| Singapore                              | 3–0                             | Myanmar |
| -------------------------------------- | ------------------------------- | ------- |
| - Baharudin 34' - Ik. Fandi 39', 45+1' | Chi tiết (AFFSZ) Chi tiết (AFF) |         |

| Myanmar                           | 2–0                             | Đông Timor |
| --------------------------------- | ------------------------------- | ---------- |
| - Than Paing 14' - Maung Lwin 50' | Chi tiết (AFFSZ) Chi tiết (AFF) |            |

| Philippines  | 1–2                             | Singapore                |
| ------------ | ------------------------------- | ------------------------ |
| - Nazari 69' | Chi tiết (AFFSZ) Chi tiết (AFF) | - Harris 61' - Faris 63' |

| Đông Timor | 0–7                             | Philippines                                                                                        |
| ---------- | ------------------------------- | -------------------------------------------------------------------------------------------------- |
|            | Chi tiết (AFFSZ) Chi tiết (AFF) | - Steuble 21' - Nazari 31' - Guirado 35' - Reichelt 40' - Nyholm 45' - Marañón 45+1' - Ingreso 77' |

| Thái Lan                                                    | 4–0                             | Myanmar |
| ----------------------------------------------------------- | ------------------------------- | ------- |
| - Teerasil 23', 53' (ph.đ.) - Worachit 78' - Supachok 90+2' | Chi tiết (AFFSZ) Chi tiết (AFF) |         |

| Philippines    | 1–2                             | Thái Lan                    |
| -------------- | ------------------------------- | --------------------------- |
| - Reichelt 57' | Chi tiết (AFFSZ) Chi tiết (AFF) | - Teerasil 26', 78' (ph.đ.) |

| Singapore              | 2–0                             | Đông Timor |
| ---------------------- | ------------------------------- | ---------- |
| - Adam 4' - Shakir 70' | Chi tiết (AFFSZ) Chi tiết (AFF) |            |

| Thái Lan                     | 2–0                             | Singapore |
| ---------------------------- | ------------------------------- | --------- |
| - Dolah 31' - Supachai 45+2' | Chi tiết (AFFSZ) Chi tiết (AFF) |           |

| Myanmar             | 2–3                             | Philippines             |
| ------------------- | ------------------------------- | ----------------------- |
| - Phyo Wai 74', 86' | Chi tiết (AFFSZ) Chi tiết (AFF) | - Marañón 16', 19', 44' |

### Bảng B
| VT | Đội       | ST | T | H | B | BT | BB | HS  | Đ  | Giành quyền tham dự     |
| -- | --------- | -- | - | - | - | -- | -- | --- | -- | ----------------------- |
| 1  | Indonesia | 4  | 3 | 1 | 0 | 13 | 4  | +9  | 10 | Vòng đấu loại trực tiếp |
| 2  | Việt Nam  | 4  | 3 | 1 | 0 | 9  | 0  | +9  | 10 | Vòng đấu loại trực tiếp |
| 3  | Malaysia  | 4  | 2 | 0 | 2 | 8  | 8  | 0   | 6  |                         |
| 4  | Campuchia | 4  | 1 | 0 | 3 | 6  | 11 | −5  | 3  |                         |
| 5  | Lào       | 4  | 0 | 0 | 4 | 1  | 14 | −13 | 0  |                         |

| Campuchia           | 1–3                             | Malaysia                                             |
| ------------------- | ------------------------------- | ---------------------------------------------------- |
| - Rosib 90' (ph.đ.) | Chi tiết (AFFSZ) Chi tiết (AFF) | - Safawi 23' (ph.đ.) - Rashid 61' - Kogileswaran 78' |

| Lào | 0–2                             | Việt Nam                                    |
| --- | ------------------------------- | ------------------------------------------- |
|     | Chi tiết (AFFSZ) Chi tiết (AFF) | - Nguyễn Công Phượng 26' - Phan Văn Đức 55' |

| Malaysia                            | 4–0                             | Lào |
| ----------------------------------- | ------------------------------- | --- |
| - Safawi 7', 33', 80' - Shahrul 78' | Chi tiết (AFFSZ) Chi tiết (AFF) |     |

| Indonesia                                    | 4–2                             | Campuchia                      |
| -------------------------------------------- | ------------------------------- | ------------------------------ |
| - Irianto 4', 33' - Dimas 17' - Rumakiek 54' | Chi tiết (AFFSZ) Chi tiết (AFF) | - Yue Safy 37' - Prak Udom 60' |

| Lào            | 1–5                             | Indonesia                                                     |
| -------------- | ------------------------------- | ------------------------------------------------------------- |
| - Kydavone 41' | Chi tiết (AFFSZ) Chi tiết (AFF) | - Asnawi 23' - Irfan 34' - Witan 56' - Walian 77' - Dimas 84' |

| Việt Nam                                                               | 3–0                             | Malaysia |
| ---------------------------------------------------------------------- | ------------------------------- | -------- |
| - Nguyễn Quang Hải 32' - Nguyễn Công Phượng 36' - Nguyễn Hoàng Đức 89' | Chi tiết (AFFSZ) Chi tiết (AFF) |          |

| Campuchia                           | 3–0                             | Lào |
| ----------------------------------- | ------------------------------- | --- |
| - Vathanaka 31', 41' - Chanthea 74' | Chi tiết (AFFSZ) Chi tiết (AFF) |     |

| Indonesia | 0–0                             | Việt Nam |
| --------- | ------------------------------- | -------- |
|           | Chi tiết (AFFSZ) Chi tiết (AFF) |          |

| Việt Nam                                                              | 4–0                             | Campuchia |
| --------------------------------------------------------------------- | ------------------------------- | --------- |
| - Nguyễn Tiến Linh 3', 27' - Bùi Tiến Dũng 55' - Nguyễn Quang Hải 57' | Chi tiết (AFFSZ) Chi tiết (AFF) |           |

| Malaysia           | 1–4                             | Indonesia                                    |
| ------------------ | ------------------------------- | -------------------------------------------- |
| - Kogileswaran 13' | Chi tiết (AFFSZ) Chi tiết (AFF) | - Irfan 36', 43' - Pratama 50' - Baggott 82' |

## Vòng đấu loại trực tiếp
Trong vòng đấu loại trực tiếp, hiệp phụ và loạt sút luân lưu sẽ được sử dụng để quyết định đội thắng nếu cần thiết. Cầu thủ dự bị thứ sáu có thể được thực hiện trong hiệp phụ.

### Sơ đồ
|  | Bán kết | Bán kết            | Bán kết  | Bán kết | Bán kết |   |    | Chung kết | Chung kết | Chung kết | Chung kết | Chung kết |
|  |         |                    |          |         |         |   |    |           |           |           |           |           |
|  | A2      | Singapore          | 1        | 2       | 3       |   |    |           |           |           |           |           |
|  | B1      | Indonesia (s.h.p.) | 1        | 4       | 5       |   |    |           |           |           |           |           |
|  |         |                    |          |         |         |   | B1 | Indonesia | 0         | 2         | 2         |           |
|  |         | A1                 | Thái Lan | 4       | 2       | 6 |    |           |           |           |           |           |
|  | B2      | Việt Nam           | 0        | 0       | 0       |   |    |           |           |           |           |           |
|  | A1      | Thái Lan           | 2        | 0       | 2       |   |    |           |           |           |           |           |

### Các trận đấu

#### Bán kết

##### Lượt đi
| Singapore       | 1–1                             | Indonesia   |
| --------------- | ------------------------------- | ----------- |
| - Ik. Fandi 70' | Chi tiết (AFFSZ) Chi tiết (AFF) | - Witan 28' |

| Việt Nam | 0–2                             | Thái Lan             |
| -------- | ------------------------------- | -------------------- |
|          | Chi tiết (AFFSZ) Chi tiết (AFF) | - Chanathip 14', 23' |

##### Lượt về
| Indonesia                                                  | 4–2 (s.h.p.)                    | Singapore                  |
| ---------------------------------------------------------- | ------------------------------- | -------------------------- |
| - Walian 11' - Arhan 87' - Anuar 91' (l.n.) - Vikri 105+2' | Chi tiết (AFFSZ) Chi tiết (AFF) | - Song 45+4' - Shahdan 74' |

Indonesia thắng với tổng tỉ số 5–3.
| Thái Lan | 0–0                             | Việt Nam |
| -------- | ------------------------------- | -------- |
|          | Chi tiết (AFFSZ) Chi tiết (AFF) |          |

Thái Lan thắng với tổng tỉ số 2–0.

#### Chung kết

##### Lượt đi
| Indonesia | 0–4                             | Thái Lan                                        |
| --------- | ------------------------------- | ----------------------------------------------- |
|           | Chi tiết (AFFSZ) Chi tiết (AFF) | - Chanathip 2', 52' - Supachok 67' - Bordin 83' |

##### Lượt về
| Thái Lan                    | 2–2                             | Indonesia                 |
| --------------------------- | ------------------------------- | ------------------------- |
| - Kraisorn 54' - Sarach 56' | Chi tiết (AFFSZ) Chi tiết (AFF) | - Kambuaya 7' - Vikri 80' |

Thái Lan thắng với tổng tỷ số 6–2.

## Tiền thưởng
| Vô địch     | Á quân      | Bị loại ở bán kết |
| ----------- | ----------- | ----------------- |
| 300.000 US$ | 100.000 US$ | 50.000 US$        |

## Thống kê

### Các giải thưởng
Các giải thưởng dưới đây đã được trao sau khi giải đấu kết thúc:
| Cầu thủ xuất sắc nhất | Cầu thủ trẻ xuất sắc nhất | Vua phá lưới                                                         | Giải phong cách |
| --------------------- | ------------------------- | -------------------------------------------------------------------- | --------------- |
| Chanathip Songkrasin  | Pratama Arhan             | Safawi Rasid Bienvenido Marañón Chanathip Songkrasin Teerasil Dangda | Indonesia       |

### Cầu thủ ghi bàn
Đã có 88 bàn thắng ghi được trong 26 trận đấu, trung bình 3.38 bàn thắng mỗi trận đấu.
4 bàn thắng
- Safawi Rasid
- Bienvenido Marañón
- Teerasil Dangda
- Chanathip Songkrasin

3 bàn thắng
- Irfan Jaya
- Ikhsan Fandi
- Supachok Sarachat

2 bàn thắng
- Chan Vathanaka
- Rachmat Irianto
- Evan Dimas
- Witan Sulaeman
- Ezra Walian
- Pratama Arhan
- Egy Maulana Vikri
- Kogileswaran Raj
- Htet Phyo Wai
- Amin Nazari
- Patrick Reichelt
- Nguyễn Quang Hải
- Nguyễn Tiến Linh
- Nguyễn Công Phượng

1 bàn thắng
- Sath Rosib
- Prak Mony Udom
- Yue Safy
- Sieng Chanthea
- Kydavone Souvanny
- Elkan Baggott
- Asnawi Mangkualam
- Ramai Rumakiek
- Ricky Kambuaya
- Akhyar Rashid
- Shahrul Saad
- Than Paing
- Maung Maung Lwin
- Martin Steuble
- Ángel Guirado
- Kevin Ingreso
- Patrick Reichelt
- Jesper Nyholm
- Kevin Ingreso
- Safuwan Baharudin
- Hariss Harun
- Faris Ramli
- Adam Swandi
- Song Ui-yong
- Shakir Hamzah
- Shahdan Sulaiman
- Pathompol Charoenrattanapirom
- Worachit Kanitsribampen
- Elias Dolah
- Supachai Jaided
- Bordin Phala
- Adisak Kraisorn
- Sarach Yooyen
- Bùi Tiến Dũng
- Phan Văn Đức
- Nguyễn Hoàng Đức

1 bàn phản lưới nhà
- Shawal Anuar (trong trận gặp Indonesia)

Nguồn: AFF

### Kỷ luật
| Cầu thủ              | Phạm lỗi                                                   | Đình chỉ                                                 |
| -------------------- | ---------------------------------------------------------- | -------------------------------------------------------- |
| Ken Chansopheak      | Bảng B gặp Malaysia (lượt trận 3; 6 tháng 12 năm 2021)     | Đội đã bị loại khỏi giải đấu                             |
| Ken Chansopheak      | Bảng B gặp Việt Nam (lượt trận 5; 19 tháng 12 năm 2021)    | Đội đã bị loại khỏi giải đấu                             |
| Ramai Rumakiek       | Bảng B gặp Campuchia (lượt trận 2; 9 tháng 12 năm 2021)    | Bán kết gặp Singapore (lượt đi; 22 tháng 12 năm 2021)    |
| Ramai Rumakiek       | Bảng B gặp Malaysia (lượt trận 5; 19 tháng 12 năm 2021)    | Bán kết gặp Singapore (lượt đi; 22 tháng 12 năm 2021)    |
| Pratama Arhan        | Bán kết gặp Singapore (lượt đi; 22 tháng 12 năm 2021)      | Chung kết gặp Thái Lan (lượt đi; 29 tháng 12 năm 2021)   |
| Pratama Arhan        | Bán kết gặp Singapore (lượt về; 26 tháng 12 năm 2021)      | Chung kết gặp Thái Lan (lượt đi; 29 tháng 12 năm 2021)   |
| Aphixay Thanakhanty  | Bảng B gặp Malaysia (lượt trận 2; 9 tháng 12 năm 2021)     | Bảng B gặp Campuchia (lượt trận 4; 15 tháng 12 năm 2021) |
| Aphixay Thanakhanty  | Bảng B gặp Indonesia (lượt trận 3; 12 tháng 12 năm 2021)   | Bảng B gặp Campuchia (lượt trận 4; 15 tháng 12 năm 2021) |
| Nyein Chen           | Bảng A gặp Myanmar (lượt trận 1; 5 tháng 12 năm 2021)      | Đội đã bị loại khỏi giải đấu                             |
| Nyein Chen           | Bảng A gặp Philippines (lượt trận 5; 19 tháng 12 năm 2021) | Đội đã bị loại khỏi giải đấu                             |
| Stephan Schröck      | Bảng A gặp Singapore (lượt trận 2; 8 tháng 12 năm 2021)    | Bảng A gặp Myanmar (lượt trận 5; 18 tháng 12 năm 2021)   |
| Stephan Schröck      | Bảng A gặp Thái Lan (lượt trận 4; 14 tháng 12 năm 2021)    | Bảng A gặp Myanmar (lượt trận 5; 18 tháng 12 năm 2021)   |
| Martin Steuble       | Bảng A gặp Thái Lan (lượt trận 4; 14 tháng 12 năm 2021)    | Đội đã bị loại khỏi giải đấu                             |
| Martin Steuble       | Bảng A gặp Myanmar (lượt trận 5; 19 tháng 12 năm 2021)     | Đội đã bị loại khỏi giải đấu                             |
| Safuwan Baharudin    | Bán kết gặp Indonesia (lượt về; 25 tháng 12 năm 2021)      | Đội đã bị loại khỏi giải đấu                             |
| Irfan Fandi          | Bán kết gặp Indonesia (lượt về; 25 tháng 12 năm 2021)      | Đội đã bị loại khỏi giải đấu                             |
| Hassan Sunny         | Bán kết gặp Indonesia (lượt về; 25 tháng 12 năm 2021)      | Đội đã bị loại khỏi giải đấu                             |
| Theerathon Bunmathan | Bán kết gặp Việt Nam (lượt đi; 23 tháng 12 năm 2021)       | Chung kết gặp Indonesia (lượt đi; 29 tháng 12 năm 2021)  |
| Theerathon Bunmathan | Bán kết gặp Việt Nam (lượt về; 26 tháng 12 năm 2021)       | Chung kết gặp Indonesia (lượt đi; 29 tháng 12 năm 2021)  |

### Đội hình tiêu biểu
Đội hình tiêu biểu của giải đấu, do ban tổ chức bình chọn, là đội hình gồm những cầu thủ thi đấu ấn tượng nhất tại các vị trí được chọn lựa trong giải đấu.
| Cầu thủ      | Cầu thủ      | Cầu thủ | Cầu thủ                 | Cầu thủ | Cầu thủ                  | Cầu thủ  | Cầu thủ          | Cầu thủ |
| Thủ môn      | Thủ môn      | Hậu vệ  | Hậu vệ                  | Tiền vệ | Tiền vệ                  | Tiền đạo | Tiền đạo         |         |
| ------------ | ------------ | ------- | ----------------------- | ------- | ------------------------ | -------- | ---------------- | ------- |
| Hassan Sunny | Hassan Sunny | LB      | Pratama Arhan           | DM      | Phitiwat Sukjitthammakul | LW       | Witan Sulaeman   |         |
| Hassan Sunny | Hassan Sunny | CB      | Alfeandra Dewangga      | DM      | Nguyễn Hoàng Đức         | CF       | Teerasil Dangda  |         |
| Hassan Sunny | Hassan Sunny | CB      | Kritsada Kaman          | AM      | Chanathip Songkrasin     | RW       | Nguyễn Quang Hải |         |
| Hassan Sunny | Hassan Sunny | RB      | Narubadin Weerawatnodom | AM      | Chanathip Songkrasin     | RW       | Nguyễn Quang Hải |         |

### Bảng xếp hạng giải đấu
Bảng này xếp hạng các đội tuyển trong giải đấu. Ngoại trừ hai vị trí đầu tiên, thứ tự các vị trí tiếp được xác định bằng điểm số với các đội lọt vào cùng một giai đoạn của giải.

| VT | Đội           | ST | T | H | B | BT | BB | HS  | Đ  | Kết quả chung cuộc  |
| -- | ------------- | -- | - | - | - | -- | -- | --- | -- | ------------------- |
| 1  | Thái Lan (C)  | 8  | 6 | 2 | 0 | 18 | 3  | +15 | 20 | Vô địch             |
| 2  | Indonesia     | 8  | 4 | 3 | 1 | 20 | 13 | +7  | 15 | Á quân              |
| 3  | Việt Nam      | 6  | 3 | 2 | 1 | 9  | 2  | +7  | 11 | Bị loại ở bán kết   |
| 4  | Singapore (H) | 6  | 3 | 1 | 2 | 10 | 8  | +2  | 10 | Bị loại ở bán kết   |
|    |               |    |   |   |   |    |    |     |    |                     |
| 5  | Philippines   | 4  | 2 | 0 | 2 | 12 | 6  | +6  | 6  | Bị loại ở vòng bảng |
| 6  | Malaysia      | 4  | 2 | 0 | 2 | 8  | 8  | 0   | 6  | Bị loại ở vòng bảng |
| 7  | Campuchia     | 4  | 1 | 0 | 3 | 6  | 11 | −5  | 3  | Bị loại ở vòng bảng |
| 8  | Myanmar       | 4  | 1 | 0 | 3 | 4  | 10 | −6  | 3  | Bị loại ở vòng bảng |
| 9  | Lào           | 4  | 0 | 0 | 4 | 1  | 14 | −13 | 0  | Bị loại ở vòng bảng |
| 10 | Đông Timor    | 4  | 0 | 0 | 4 | 0  | 13 | −13 | 0  | Bị loại ở vòng bảng |

## Tiếp thị

### Bóng thi đấu
Bóng thi đấu chính thức của giải, được đặt tên là ASEAN PULSE, được thiết kế và tài trợ bởi công ty thể thao Thái Lan Warrix Sports.

### Khẩu hiệu
Khẩu hiệu chính thức của giải đấu lần này là "Emerging Strong Together" (tạm dịch: Hoà nhập để cùng nhau mạnh mẽ hơn).

### Linh vật
Lần đầu tiên tại giải đấu, ban tổ chức đã giới thiệu thiết kế của các linh vật đại diện cho 11 đội tuyển tại giải vô địch Đông Nam Á. Các linh vật của các đội tuyển được xây dựng dựa trên biệt danh, hình ảnh hoặc biểu tượng gắn liền với quốc gia đó.

### Tài trợ
| Nhà tài trợ tên giải | Nhà tài trợ chính thức                    | Nhãn hàng ủng hộ chính thức                                                                            |
| -------------------- | ----------------------------------------- | --- |
| - Suzuki             | - Oppo - Bioré - G-Shock - Midea - Yanmar | - Acecook - Coocaa - Fuji Electric - Herbalife Nutrition - Jinro - Mitsubishi Electric - Pinaco - TMGM |

## Đối tác truyền thông
| Các nước trong khu vực quy định sở hữu bản quyền AFF Suzuki Cup 2020          | Các nước trong khu vực quy định sở hữu bản quyền AFF Suzuki Cup 2020 | Các nước trong khu vực quy định sở hữu bản quyền AFF Suzuki Cup 2020 | Các nước trong khu vực quy định sở hữu bản quyền AFF Suzuki Cup 2020 | Các nước trong khu vực quy định sở hữu bản quyền AFF Suzuki Cup 2020 |
| Quốc gia                                                                      | Mạng phát sóng                                                       | Kênh truyền hình                                                     | Phát thanh                                                           | Nền tảng trực tuyến (trên các ứng dụng, YouTube)                     |
| ----------------------------------------------------------------------------- | -------------------------------------------------------------------- | -------------------------------------------------------------------- | -------------------------------------------------------------------- | -------------------------------------------------------------------- |
| Brunei                                                                        | RTB                                                                  | RTB Aneka                                                            | —                                                                    | —                                                                    |
| Campuchia                                                                     | Smart Axiata                                                         | Hang Meas HDTV                                                       | —                                                                    | —                                                                    |
| Indonesia                                                                     | MNC Media, Emtek                                                     | RCTI (chỉ các trận của Indonesia), iNews (FTA), Champions TV (Pay)   | —                                                                    | RCTI+, Vidio                                                         |
| Lào                                                                           | Next Media                                                           | —                                                                    | —                                                                    | —                                                                    |
| Malaysia                                                                      | Astro, RTM                                                           | Astro Arena, Sukan RTM                                               | —                                                                    | —                                                                    |
| Myanmar                                                                       | Next Media                                                           | —                                                                    | —                                                                    | —                                                                    |
| Philippines                                                                   | TAP DMV                                                              | Premier Football (Pay)                                               | —                                                                    | TAP Go                                                               |
| Singapore                                                                     | Mediacorp                                                            | —                                                                    | —                                                                    | meWATCH                                                              |
| Thái Lan                                                                      | BBTV                                                                 | CH7, 7HD                                                             | —                                                                    | Bugaboo TV                                                           |
| Đông Timor                                                                    | RTTL                                                                 | TVTL                                                                 | —                                                                    | —                                                                    |
| Việt Nam                                                                      | Next Media, VTV, VTVCab                                              | VTV5, VTV6                                                           | 365 FM                                                               | Next Sports, VFF Channel, On Sports, VTV.vn, VTVcab ON               |
| Đài truyền hình sở hữu bản quyền AFF Suzuki Cup 2020 ngoài khu vực Đông Nam Á |                                                                      |                                                                      |                                                                      |                                                                      |
| Quốc tế                                                                       | YouTube                                                              | —                                                                    | —                                                                    | AFF Suzuki Cup                                                       |
| Hồng Kông                                                                     | HKCTV                                                                | i-Cable Sports                                                       | —                                                                    | i-Cable Web - Mobile                                                 |
| Hàn Quốc                                                                      | SBS TV                                                               | SBS, SBS Sports (chỉ các trận của Việt Nam & Indonesia)              | —                                                                    | SBS Live, Youtube                                                    |